# Hebella plana
Hebella plana är en nässeldjursart som beskrevs av James Cunningham Ritchie 1907. Hebella plana ingår i släktet Hebella och familjen Hebellidae. Inga underarter finns listade i Catalogue of Life.